# 高王観世音経
『仏説高王観世音経』（ぶっせつこうおうかんぜおんきょう）とは、中国で撰述された偽経である。東魏の丞相高歓に因む応験が経名の由来とさる。霊験説話によって 南北朝時代以降庶民の観音信仰に大きな影響を与えた。大正新脩大蔵経では疑似部に収められている。この経を一千遍誦滿すれば重罪は消滅すると説く。

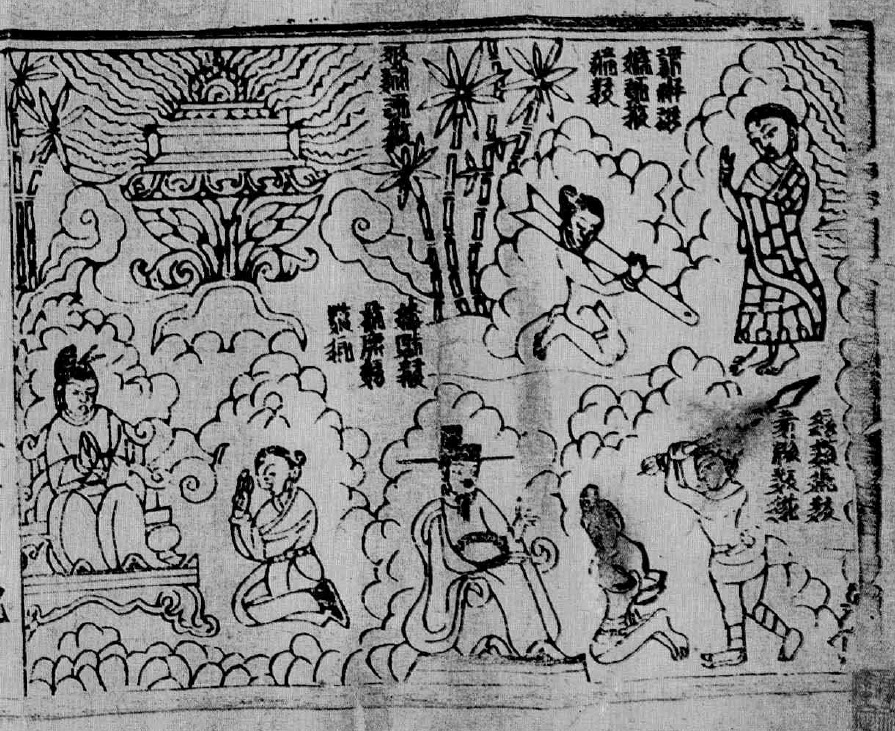
西夏語の『高王観世音経』

## 概要
牧田諦亮は1966年『高王観世音経の成立―北朝仏教の一断面』で、トルファン出土の高王経の古寫經残簡『仏説観世音折刀除罪経』（『折刀経』とも）について、これを8世紀頃に書寫された現存最古本（当時）として紹介し、同経出現の歴史的背景についての精緻な諭考を発表した。以来研究が進み、房山石経、敦煌出土本、金剛寺の古写本など、新たなテキストが発見され、校訂の報告などが為されてきた。

## 内容
釈迦がどこどこで誰に説いた、という場面設定の記載はない。冒頭部の文面が十句観音経と一部、重複しており、両者の間の関係性が指摘されている。内容は観音菩薩をはじめとする諸仏、諸菩薩への帰依と、観音経を彷彿とさせる観音菩薩の権能の列挙で占められる。千遍誦すれば、罪障は消滅すると説く
。

## 霊験説話
『高王観世音経』の名は554年成立の『魏書』に見られるが、霊験によって刑死を免れた者の名は記述されていない。この條の最後の段落に「高王觀世音」という題名の記述がある。
追記部分にある霊験によって刑死を免れた人物の名「孫敬徳」が出現するのは、645年成立の続高僧伝 である。
その後、668年成立の『法苑珠林』もこの説話が収録されているが、テキストはほぼ同じである。

## 注・出典
1. ↑  経末尾の回向文に「願以此功徳 普及於一切 誦滿一千遍 重罪皆消滅」
2. ↑  桐谷征一「僞經高王觀世音經のテキストと信仰」『法華文化研究』第16巻、1990年3月20日、1-67頁、CRID 1050569081213855616、hdl:11266/00008487。 p.2下
3. ↑  智昇撰『開元釋教目録』卷第二十入藏録下に「高王觀世音經一卷或云折刀經」とある。（SATデータベース／T2154_.55.0699c07）
4. ↑  山﨑順平*「『高王観世音経』の原初テキストについて―南北朝から隋唐の諸本の比較検討から―」『集刊東洋学』巻111、中国文史哲研究会、2014年6月30日、41-60頁、CRID 1050007989507796224、hdl:10097/00132736。 *宮城県古川高等学校 教諭
5. ↑  池麗梅*「金剛寺聖教本『高王観音経』の発見とその意義」『法華文化研究』47号、法華経文化研究所、2021年、47-74頁、CRID 1050008454494157056 hdl=11266/00009425。 pp.48-49 *ち れいかい、国際仏教学大学院大学 仏教学研究科 教授 (2024-02時点)
6. ↑  大正蔵収録のテキスト全文は次のとおり。SATデータベース／T2898_.85.1425b05 - 1426a07 ／
佛説高王觀世音經
觀世音菩薩。南無佛。南無法。南無僧。佛國有縁。佛法相因。常樂我淨。有縁佛法。南無摩訶般若波羅蜜。是大神呪。南無摩訶般若波羅蜜。是大明呪。南無摩訶般若波羅蜜。是無上呪南無摩訶般若波羅蜜。是無等等呪。南無淨光祕密佛。法藏佛。師子吼神足由王佛。佛告須彌登王佛。法護佛。金剛藏師子游戲佛。寶勝佛。神通佛。藥師琉璃光王佛。普光功徳山王佛。善住功徳寶王佛。過去七佛。未來賢劫千佛。千五百佛。萬五千佛。五百花勝佛。百億金剛藏佛。定光佛。六方六佛
名號。東方寶光月殿月妙尊音王佛。南方樹根花王佛。西方皂王神通焔花王佛。北方月殿清淨佛。上方無數精進寶首佛。下方善寂月音王佛無量諸佛。多寶佛。釋迦牟尼佛。彌勒佛。阿閦佛。彌陀佛。中央一切衆生。在佛世界中者。行住於地上。及在虚空中。慈憂於一切衆生。各令安穩休息。晝夜修持。心常求誦此經。能滅生死苦。消伏於於毒害。那摩大明觀世音。觀明觀世音。高明觀世音。開明觀世音。藥王菩薩。藥上菩薩。文殊師利菩薩。普賢菩薩。虚空藏菩薩。地藏菩薩。清涼寶山億萬菩薩。普光如來化勝菩薩。念念誦此偈。七佛世尊。即説呪曰。離波離波帝。求訶求訶帝。陀羅尼帝。尼訶羅帝。毘離尼帝。摩訶迦帝。眞靈虔帝。娑婆訶　十方觀世音　一切諸菩薩　誓願救衆生稱名悉解脱　若有智慧者　慇懃爲解脱但是有因縁　讀誦口不綴　誦經滿千遍念念心不絶　火焔不能傷　刀兵立摧折恚怒生歡喜　死者變成活　莫言此是虚諸佛不妄説　佛説高王觀世音經　高王觀世音　能救諸苦危　臨危急難中死者變成活　諸佛語不虚　是故應頂禮　持誦滿千遍　重罪皆消滅　薄福不信者專貢受持經　念八大菩薩名號　南無觀世音菩薩摩訶薩。南無彌勒菩薩摩訶薩。南無虚空藏菩薩摩訶薩。南無普賢菩薩摩訶薩。南無金剛手菩薩摩訶薩。南無妙吉祥菩薩摩訶薩。南無除蓋障菩薩摩訶薩。南無地藏王菩薩摩訶薩。南無諸尊菩薩摩訶薩
　願以此功徳　　普及於一切
　誦滿一千遍　　重罪皆消滅
佛説高王觀世音經終
7. ↑  『高王白衣観音経』という民間信仰の中から作られたテキストでは、千遍誦えることによる滅罪の記載が無い代わり、「諸仏不妄説」という句の後にさらに文章が加わっており、『高王観世音経』の1.5倍ほどの分量になっている。出典不明
8. ↑  魏書卷八十四 列傳儒林第七十二 盧景裕の條全文：盧景裕、字仲儒、小字白頭、范陽涿人也。章武伯同之兄子。少聰敏、專經為學。居拒馬河、將一老婢作食、妻子不自隨從。又避地大寧山、不營世事、居無所業、惟在注解。其叔父同職居顯要、而景裕止於園舍、情均郊野、謙恭守道、貞素自得。由是世號居士。

前廢帝初、除國子博士、參議正聲、甚見親遇、待以不臣之禮。永熙初、以例解。天平中、還鄉里、與邢子才、魏季景、魏收、邢昕等同徵赴鄴。景裕寓託僧寺、講聽不已。未幾、歸本郡。

河間邢摩納與景裕從兄仲禮據鄉作逆、逼其同反、以應元寶炬。齊獻武王命都督賀拔仁討平之。聞景裕經明行著、驛馬特徵、既而舍之、使教諸子。在館十日一歸家、隨以鼎食。景裕風儀言行、雅見嗟賞。先是景裕注周易、尚書、孝經、論語、禮記、老子、其毛詩、春秋左氏未訖。齊文襄王入相、於第開講、招延時儁、令景裕解所注易。景裕理義精微、吐發閑雅。時有問難、或相詆訶、大聲厲色、言至不遜、而景裕神彩儼然、風調如一、從容往復、無際可尋。由是士君子嗟美之。

初、元顥入洛、以為中書郎。普泰初、復除國子博士。進退其間、未曾有得失之色。性清靜、淡於榮利、弊衣粗食、恬然自安、終日端嚴、如對賓客。興和中、補齊王開府屬、卒於晉陽、齊獻武王悼惜之。

景裕雖不聚徒教授、所注易大行於世。又好釋氏、通其大義。天竺胡沙門道悕每譯諸經論、輒託景裕為之序。景裕之敗也。繫晉陽獄、至心誦經、枷鎖自脫。是時又有人負罪當死、夢沙門教講經、覺時如所夢、默誦千遍、臨刑刀折、主者以聞、赦之。此經遂行於世、號曰高王觀世音。 中国語版ウィキソースに本記事に関連した原文があります：魏書/卷84
9. ↑   中国語版ウィキソースに本記事に関連した原文があります：魏續高僧傳/卷29
10. ↑   SATデータベース／T2060_.50.0692c22 - 0693a09
11. ↑  桐谷征一『僞經高王觀世音經のテキストと信仰』p.43
12. ↑   SATデータベース／T2122_.53.0389c09 - 0389c24 ／法苑珠林卷第十四 西明寺沙門釋道世撰 敬佛篇第六之二／觀佛部感應縁之餘：元魏天平中。定州募士孫敬徳。防於北陲造觀音金像。年滿將還。常加禮事後爲劫賊。横引禁於京獄不勝考掠遂妄承罪。並斷死刑。明旦行決。其夜禮拜懺悔涙下如雨。啓曰。今身被枉當是過去枉他。願償債畢誓不重作。又發大願云云。言已少時依俙如夢見一沙門。教誦觀世音救生經。經有佛名令誦千遍。得度苦難。敬徳欻覺。起坐縁之了無參錯。比至平明已滿百遍。有司執縛向市且行且誦。臨欲加刑誦滿千遍。執刀下斫。刀折三段不損皮肉。易刀又斫。凡經三換刄折如初。監當官人莫不驚異。具状聞奏。承相高歡表請其事遂得免死。勅寫此經傳之。今所謂高王觀世音經是也。敬徳放還設齋報願。出在防像乃見項上有三刀痕。郷親同覩歎其通感見齊志及旌異等記
13. ↑  池麗梅『金剛寺聖教本『高王観音経』の発見とその意義』p.48
14. ↑  この話は現在でも『高王白衣観音経霊験利益』という民間流布のテキストにも収録され、『高王白衣観音経』と共に経本に収録されている。『高王白衣観音経霊験利益』には孫敬徳の例以外の、中国や日本での様々な霊験譚も記されている。